# Memorial Oleg Djatsjenko
De Memorial Oleg Djatsjenko (Russisch: Мемориал Олега Дьяченко) is een eendaagse wielerwedstrijd in en rond de Russische hoofdstad Moskou. De wedstrijd werd in 2004 opgericht en maakt sinds 2005 deel uit van de UCI Europe Tour, in de categorie 1.2.

## Lijst van winnaars

### Meervoudige winnaars
| Overwinningen | Renner            | Land    | Jaren      |
| ------------- | ----------------- | ------- | ---------- |
| 2             | Aleksandr Rybakov | Rusland | 2012, 2013 |

### Overwinningen per land
| Overwinningen | Land                  |
| ------------- | --------------------- |
| 10            | Rusland               |
| 1             | Oekraïne, Wit-Rusland |